# Hygronoma dimidiata
Hygronoma dimidiata är en skalbaggsart som först beskrevs av Johann Ludwig Christian Gravenhorst 1806.  Hygronoma dimidiata ingår i släktet Hygronoma, och familjen kortvingar. Arten är reproducerande i Sverige.